# Гірнича наука, освіта та преса Бєларусі
Гірнича наука, освіта та преса Бєларусі
Дослідження в галузі геології і гірн. справи ведуть 5 ін-тів. Зокрема: Ін-т геохімії і геофізики АН Б. (роботи з геохімії земної кори, літології, петрографії, металогенії, загальній і регіональній тектоніці, палеогеографії, геотермії і гідрохімії, фізиці Землі, динаміці ландшафту, геології четвертинних відкладень, раціональному природокористуванню), Бєларуський геологорозвідувальний ін-т (роботи в галузі регіональної геології, твердих к.к., гідрогеології, інж. геології, геофізики, буріння, економіки мінеральної сировини, математичних методів досліджень в геології), Ін-т торфу АН Б. (дослідження фізично-технологічних властивостей і розробки торфу), Ін-т паливної пром-сті (роботи в галузі вдосконалення торфобрикетного виробництва, видобування і раціонального використання запасів торфу, охороні довкілля). 
Підготовку кадрів для гірничодобувної пром-сті здійснює Бєларуський політехнічний інститут (гірничомех. ф-т). Технікуми (м. Мінськ) готують фахівців з розробки торфових родовищ. 